# Konzertmusik (Paul Hindemith)
La Konzertmusik per orchestra d’archi e strumenti a fiato op.50 è una composizione di Paul Hindemith del 1930.

## Storia della composizione
Fin dagli inizi della propria attività Paul Hindemith ha rivelato il suo talento nel campo della musica strumentale e da camera, un campo nel quale sapeva mostrarsi allineato ai gusti e alle tendenze del tempo. Tuttavia, anche in queste adesioni a gusti e tendenze si delineavano con sempre maggiore evidenza le innate qualità costruttive del compositore tedesco, che avviandosi verso la maturità decise di abbandonare ogni forma di retaggio espressivo tardo romantico (sul modello di Richard Strauss) a favore della bellezza quasi meccanica della costruzione musicale. Sommo modello di tale “mestiere” musicale non poteva che essere Johann Sebastian Bach, visto ora non più secondo una visione romantica, quanto invece come un artigiano dotato di grande perizia e perfetto padrone dell’arte contrappuntistica. Una notevole influenza, peraltro, fu quella che ebbero su Hindemith anche altri compositori come Max Reger e Johannes Brahms, quest’ultimo soprattutto con la sua musica da camera. 
Al periodo espressionista fece séguito quello neoclassico, nel quale Hindemith mirava a un assoluto svincolamento psicologico della musica e ad un radicale oggettivismo garantito dall’autonomia della forma musicale; «Per questo aspetto», ha scritto Massimo Mila, «l’arte di Hindemith viene spesso ascritta a quella tendenza della cultura tedesca fra le due guerre, che fu battezzata della “Neue Sachlichkeit”, cioè della moderna oggettività, e che esalta gli aspetti artigianali della produzione artistica. Egli stesso affermò la propria musica essere Gebrauchsmusik, cioè musica pratica, destinata alla esecuzione dei buoni dilettanti e scritta, quindi, in modo a loro adeguato con corretta e solida fattura, chiara, senza eccessive difficoltà: buona merce, insomma, lealmente offerta da produttore a consumatore». 
La musica di Hindemith, osserva Guido Turchi, registrò in quel periodo in maniera «ora fredda ora provocante, sempre gustosa, tutte le amene assurdità del mondo caleidoscopico berlinese, rivestendolo di una rete sonora così abilmente intrecciata e impegnata nelle sue strutture che talvolta si ha l’impressione che il compositore conduca il gioco oltre i confini dello scherzo». Da tali connotati risultano tuttavia immuni i lavori di carattere pedagogico/didattico, come nel caso del ciclo Plöner Musiktag (Un giorno di musica a Plön), suggerito dal livello esecutivo di una scuola musicale di giovanissimi allievi, nonché dell’operina "Wir bauen eine Stadt" (Costruiamo una città) basata su un testo di Robert Seitz. 
Con il distacco dall’influenza di Bertolt Brecht e Kurt Weill, Hindemith si avviò verso un crescente ravvivamento delle tradizioni barocche, di cui sono notevoli esempi lavori come la Konzertmusik op. 49 per pianoforte, ottoni e arpe, nella quale il musicista manifesta la sua posizione sostanzialmente conservatrice in polemica opposizione alla scuola dodecafonica, e la Konzertmusik op. 50 per orchestra d’archi e strumenti a fiato, che accanto alla Prima sinfonia di Arthur Honegger, alla Terza sinfonia di Albert Roussel e alla Sinfonia di Salmi di Igor Stravinskij fa parte di un gruppo di opere composte nel 1930 per celebrare il cinquantesimo anniversario dell’Orchestra Sinfonica di Boston che sarebbe avvenuto l’anno successivo.

## Struttura della composizione
La Konzertmusik op. 50 fa parte di quel gruppo di opere di Hindemith, comprese tra il 1927 e il 1930, che gli studiosi sono soliti chiamare “gli anni berlinesi”, le quali sembrano essere immuni dalla contaminazione fra musica e cabaret, fra arte e cronaca che caratterizzava musiche quali "Johnny spielt auf" (Johnny guida la danza) di Ernst Krenek o "Von Heute auf Morgen" (Dall’oggi al domani), singolare opera buffa composta da Arnold Schönberg, accomunate dalla loro posizione polemica neo-obiettivista contro “l’art pour l’art” e a favore di un’immissione brusca e senza distinzioni degli aspetti della vita spicciola quotidiana nel mondo dell’artista e della sua poetica. Ciononostante, osserva Eduardo Rescigno, le opere del periodo berlinese di Hindemith sarebbero impensabili senza la precedente esperienza in quanto il loro lucido razionalismo e il rigore artigianale che le anima è propriamente il risultato di quella contaminazione che nel teatro aveva assunto aspetti tanto più evidenti e scoperti. È proprio un contatto costante con la cronaca e il costume, nota a sua volta Guido Turchi, che conduce Hindemith a quella esaltazione del “macchinismo” nel quale si vede convergere e contaminarsi il gusto dinamico motorio classicheggiante o baroccheggiante con quello suggerito dalle fredde strutture funzionali dell’obiettivismo e del costruttivismo perseguite dalla “Bauhaus”.
La Konzertmusik op. 50 (nota anche come “Sinfonia di Boston”) per Giacomo Manzoni è un lavoro pieno di maschio vigore, tagliato a blocchi, ricco di contrasti, a volte assai violenti, e sapientemente dosato nel contrasto tra due distinti gruppi orchestrali, con gli archi da una parte e un massiccio gruppo di ottoni (formato da 4 corni, 4 trombe, 3 tromboni e un basso tuba) dall’altra.
Il primo movimento reca l’indicazione di tempo Mäßig schnell, mit Kraft - Sehr breit, aber stets fließend
(Moderatamente veloce, con forza - Molto largo, ma sempre scorrevole); nella prima parte Hindemith oppone i due gruppi orchestrali mediante un differente materiale tematico dalla incisiva sinteticità tipica dell’autore. Il contrasto si risolve nell’episodio lento finale, nel quale l’intensa cantabilità degli archi cui si uniscono successivamente i corni è punteggiata dagli accordi degli altri ottoni. 
Nel secondo movimento Lebhaft - Langsam - Im ersten Zeitmaß (Vivace - Lento - Tempo I) Hindemith fa ricorso a una polifonia impostata sul fitto contrappunto fugato di tutti gli strumenti, costituente la struttura vera e propria del movimento. Su di essa fa la sua apparizione un secondo tema dei violini dal tono gioioso, quasi da canzonetta, punteggiato umoristicamente dagli altri strumenti. Si tratta di uno di quegli elementi che rivela il legame tra la satira del primo Hindemith (contrassegnata dal suo incisivo piglio da cabaret) con la più misurata e composta strutturazione delle opere strumentali successive. Tale legame è dato da ciò che Eduardo Rescigno definisce il caratteristico “artigianato” strumentale manifesto in tutta la produzione strumentale del compositore tedesco fino al 1930, quella “perfezione del mestiere” indicata anche dagli artisti della “Bauhaus” che costituisce l’origine del fascino di tanta parte dell’opera di Hindemith.

## Discografia parziale
- BBC Philharmonic, Yan Pascal Tortelier (Chandos)
- Boston Symphony Orchestra, William Steinberg (Deutsche Grammophon)
- Melbourne Symphony Orchestra, Werner Andreas Albert (CPO)
- New York Philharmonic, Leonard Bernstein (Sony BMG)
- Philadelphia Orchestra, Eugene Ormandy (Sony BMG)
- Philharmonia Orchestra, Paul Hindemith (EMI)
- San Francisco Symphony Orchestra, Herbert Blomstedt (Decca)